# Anastrepha amnis
Anastrepha amnis
 es una especie de insecto díptero descrita científicamente por Stone en 1942. Pertenece al género Anastrepha de la familia Tephritidae.